# Kanton Vallée de l’Homme
Der Kanton Vallée de l’Homme ist seit 2015 ein französischer Wahlkreis im Arrondissement Sarlat-la-Canéda, im Département Dordogne und in der Region Nouvelle-Aquitaine.

## Gemeinden
Der Kanton besteht aus 24 Gemeinden mit insgesamt 15.378 Einwohnern (Stand: 1. Januar 2022) auf einer Gesamtfläche von 511,15 km²:
| Gemeinde                            | Einwohner 1. Januar 2022 | Fläche km² | Dichte Einw./km² | Code INSEE | Postleitzahl |
| ----------------------------------- | ------------------------ | ---------- | ---------------- | ---------- | ------------ |
| Aubas                               | 615                      | 17,53      | 35               | 24014      | 24290        |
| Campagne                            | 418                      | 14,40      | 29               | 24076      | 24260        |
| Coly-Saint-Amand                    | 629                      | 34,41      | 18               | 24364      | 24290, 24120 |
| Fanlac                              | 137                      | 14,37      | 10               | 24174      | 24290        |
| Fleurac                             | 320                      | 22,18      | 14               | 24183      | 24580        |
| Journiac                            | 481                      | 18,88      | 25               | 24217      | 24260        |
| La Chapelle-Aubareil                | 542                      | 19,85      | 27               | 24106      | 24290        |
| Le Bugue                            | 2.638                    | 28,96      | 91               | 24067      | 24260        |
| Les Eyzies                          | 1.133                    | 53,37      | 21               | 24172      | 24260, 24620 |
| Les Farges                          | 308                      | 8,14       | 38               | 24175      | 24290        |
| Mauzens-et-Miremont                 | 290                      | 20,57      | 14               | 24261      | 24260        |
| Montignac-Lascaux                   | 2.760                    | 37,15      | 74               | 24291      | 24290        |
| Peyzac-le-Moustier                  | 198                      | 10,10      | 20               | 24326      | 24620        |
| Plazac                              | 710                      | 33,77      | 21               | 24330      | 24580        |
| Rouffignac-Saint-Cernin-de-Reilhac  | 1.662                    | 59,90      | 28               | 24356      | 24580        |
| Saint-Avit-de-Vialard               | 151                      | 8,45       | 18               | 24377      | 24260        |
| Saint-Chamassy                      | 496                      | 15,60      | 32               | 24388      | 24260        |
| Saint-Félix-de-Reillac-et-Mortemart | 178                      | 20,31      | 9                | 24404      | 24260        |
| Saint-Léon-sur-Vézère               | 430                      | 13,76      | 31               | 24443      | 24290        |
| Savignac-de-Miremont                | 174                      | 7,62       | 23               | 24524      | 24260        |
| Sergeac                             | 215                      | 10,71      | 20               | 24531      | 24290        |
| Thonac                              | 268                      | 11,62      | 23               | 24552      | 24290        |
| Tursac                              | 339                      | 17,71      | 19               | 24559      | 24620        |
| Valojoulx                           | 286                      | 11,79      | 24               | 24563      | 24290        |
| Kanton Vallée de l’Homme            | 15.378                   | 511,15     | 30               | 2425       | –            |

## Veränderungen im Gemeindebestand seit der landesweiten Neuordnung der Kantone
2019:
- Fusion Coly und Saint-Amand-de-Coly → Coly-Saint-Amand
- Fusion Les Eyzies-de-Tayac-Sireuil, Manaurie und Saint-Cirq → Les Eyzies